# جحيم (فلم 2016)
الجحيم هو فيلم غموض وإثارة أمريكي من إخراج رون هاوارد ومن كتابة دافيد كويب على أساس رواية تحمل نفس الاسم في 2013 بواسطة دان براون الفيلم هو تتمة لفيلم ملائكة وشياطين، الفيلم من بطولة توم هانكس تكرر دوره روبرت لانغدون، إلى جانب فيليسيتي جونز، عمر سي، سيدس كنودسين، بن فوستر وعرفان خان.
قصة الفيلم عن (روبرت لانجدون) الذي يستيقظ بغرفة مستشفى في (فلورنسا) بـ(إيطاليا)، ليكتشف أنه قد فقد ذاكرته ولا يتذكر أيًّا مما حدث، حتى في الأيام الأخيرة الماضية. لا يتوقف الأمر عند هذا الحد، بل فجأة يجد نفسه هدفًا لمجرم يطارده ويسعى للنيل منه. بمعاونة الطبيبة (سينا بروكس) وبقدرة لانجدون على التعامل مع الرموز، يحاول الهرب، كما يحاول حل هذا اللغز، والذي يُعد أعقد الألغاز التي واجهته في حياته على الإطلاق.

## وصلات خارجية
- مقالات تستعمل روابط فنية بلا صلة مع ويكي بيانات